# 山田花子 (漫画家)

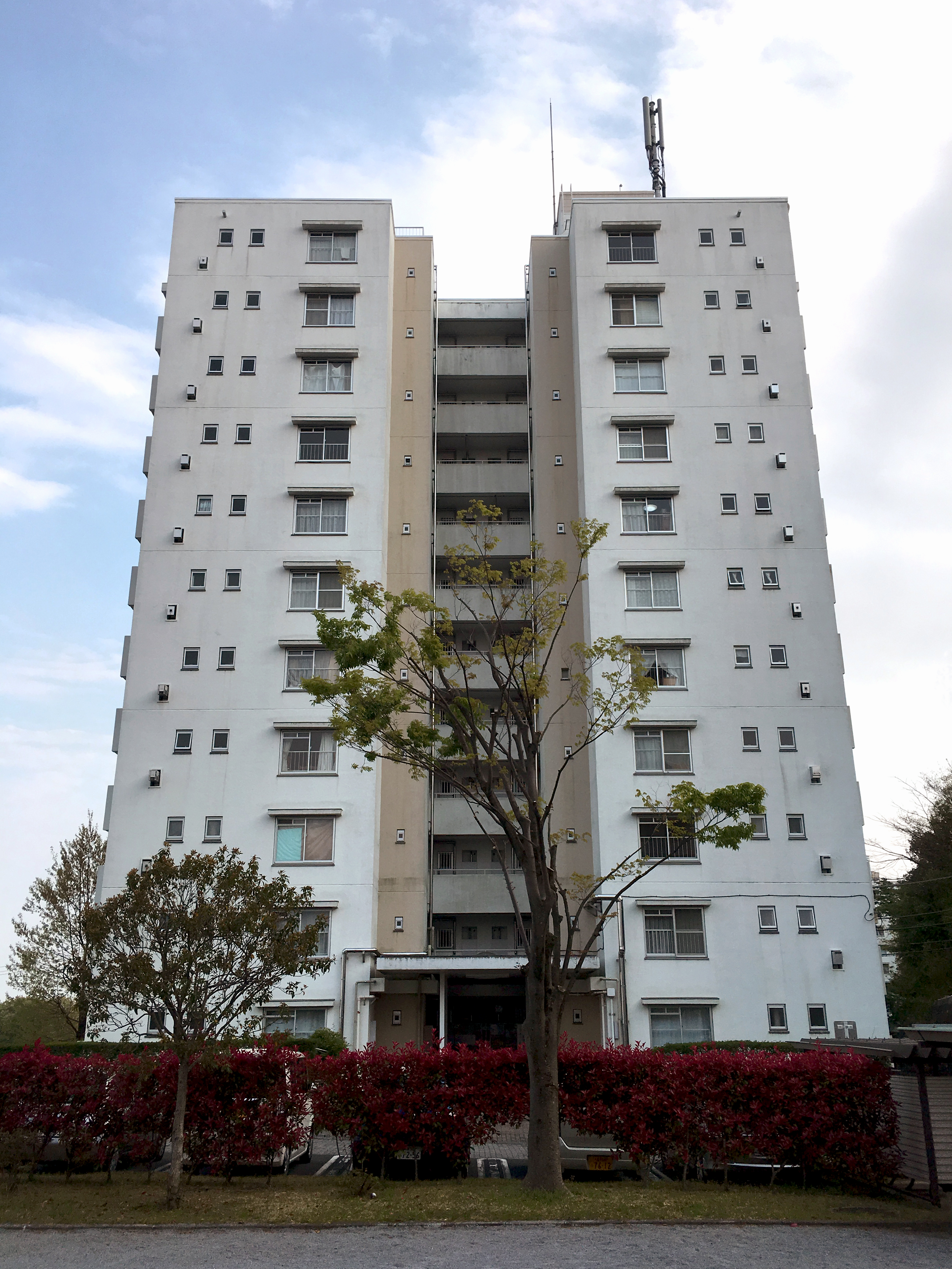
百草住宅区1-5-3幢

山田花子（1967年6月10日—1992年5月24日），日本漫画家。本名高市由美，旧笔名里町鸥、山田优子。
基于自己受欺凌经历，以人际关系中的压抑、歧视和疏离为主题创作搞笑漫画。

## 生平

#### 从出生到初中
1967年6月出生于東京都。3岁时，从世田谷区经堂搬到南多摩郡多摩町的百草住宅区 ，在那里一直到21岁。 由于内向比起和朋友玩更喜欢做白日梦、画画、看图鉴和绘本。创作了一些以小松鼠为主角的绘本 。1979年，进入多摩市立和田中学。初二时，她因受欺凌数次割腕，最终试图煤气自杀，被家人发现昏迷不醒，紧急送医后救活。从此以后，变得不信任他人。

#### 里町鸥时期
1982年3月，在讲谈社杂志《NAKAYOSI》以山田裕子的名义发布了《旁边的花子》，但未入选。之后又投稿了《我的中学生活故事》 、《新中学日记》 、《花子老师》 等搞笑作品，但都未入选。第7次投稿《开朗的伙伴》入选为《NAKAYOSI》“搞笑漫画奖”的优秀奖。在出道的同时，进入了立川女子高中，但无法适应学校生活而不上学。另一方面，在1983年4月号的《Nakayoshi Deluxe》上发表《小山家的孩子们》，从5月号开始连载《人类就是忍耐》。这段时间的漫画是“石井久一风”的搞笑漫画，但基本上是黑暗扭曲的风格。连载继续维持搞笑路线，也增加了一些超现实的黑色内容。

#### 山田优子时期
1984年2月，她改名为山田优子，高中辍学。1984年4月，转入函授制的日本广播协会学园 ，同时就读长谷川修平的绘本学校。1986年入学日本设计专门学校的平面设计系 。继续投稿《Garo》，但没能入选，之后开始投稿到《周刊青年杂志》。

#### 山田花子时期
1987年8月，在《周刊青年杂志》每月新人漫画奖上以《非人》获得鼓励奖。同年10月以山田花子名义发表了《神的恶作剧》 ，并获得了千叶哲也奖。由于在中学的经历，欺凌也成为这部作品的主题之一。另一主题来自于她的恋爱经历：恋爱就是强者捕获弱者，使之成为欲望的对象。1990年8月，由青林堂出版了第二本单行本《悲伤的天使》。

#### 晚年 (1992)
由于10多次面试失败，从1991年7月左右开始在咖啡店打工，因为一下子记不住客人们很多的点菜单，加上做事不够利落，相继被辞退，而且在工作场所也遭欺侮。好不容易持续工作了半年的饮食店最后也不行了，受到这一连串打击以后精神有点失常，被解雇后还是恳请对方再次雇用自己，并强行上班，每晚都到天明。实在无法忍受的店方在半个月以后报了警，父母将其带走。在回家路上的出租汽车里说：“大家都欺侮我”时好像在哭泣，事实上她是在笑。

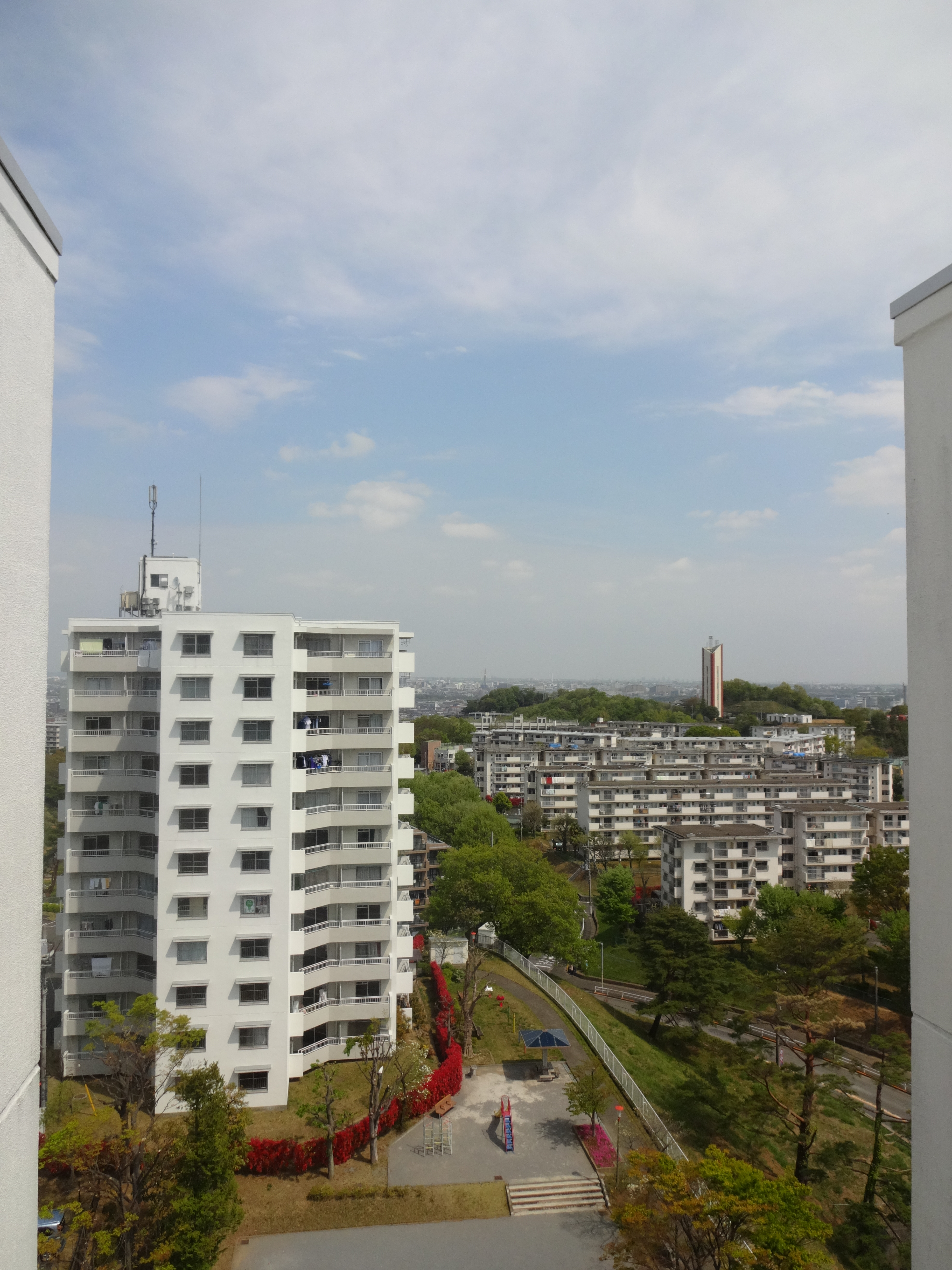
坠落前的最后一幕景色（百草団地1-5-3棟11层）

1992年3月4日，被诊断出患有精神分裂症，被送往多摩市医院。在医院里她显示出康复的迹象，并且恢复到能画漫画的程度。1992年5月23日，从樱丘纪念医院出院。次日24日晚从日野市百草住宅区11楼跳楼自杀。
她在自杀前两天（5月22日）的日记中写道：“和别人相处不好，自己性格怪癖、一个朋友都没有（无事可做）…看不到将来、也找不到工作（被人欺侮）…什么也不想再干了、一切都那么吃力（没有力气、疲倦得很）”，事实上这就是她留下的遗书。

## 已出版作品（初版）
- 《神的恶作剧》（講談社 1989年5月）ISBN 4061765566
- 《悲伤的天使》（青林堂 1990年8月）ISBN 4792602009
- 《绽放孤独》（青林堂 1993年1月）ISBN 4792602270
- 《改訂版 灵魂的那里》（青林堂 2009年7月）ISBN 4883792935
- 《空荡的世界》（青林工藝舎 1998年1月）ISBN 4883790010
- 《自殺前日記》（太田出版 1996年6月）ISBN 4872332814

#### 备注
1. ↑  1982年投稿的作品由于没有要求原稿返还所以已遗失，由青林工藝舎编辑的作品列表中也没有刊登。
2. ↑  据称得到千叶彻弥妻子的热情推荐。